# 陳慶桂
陳慶桂，廣東番禺縣（今廣東省廣州市）人，清朝政治人物、進士出身。
光緒六年，登進士。光緒二十年，升任戶部主事。光緒二十五年，任福建道監察御史。光緒二十七年，任江南道監察御史，掌浙江道事務。光緒二十八年，任工科給事中。